# Otto Rasche (Architekt)
Otto Rasche (* 30. August 1859 in Schöningen; † 9. November 1933 in Braunschweig) war ein deutscher Architekt und Kommunalpolitiker.

## Leben
Otto Rasche wurde 1859 in Schöningen im Herzogtum Braunschweig als Sohn des Büchsenmachers Wilhelm Christ. August Rasche und dessen Ehefrau Johanna Rasche geb. Gruß geboren. Nach dem Schulbesuch absolvierte Rasche eine Maurerlehre. Er ging im Mai 1878 als Maurergeselle nach Wolfenbüttel und war von 1879 bis 1882 als Bauaufseher in Braunschweig tätig. Nach einem weiteren Aufenthalt in Wolfenbüttel und einer Ausbildung an der Baugewerkschule Holzminden ließ er sich 1886 dauerhaft als Architekt in Braunschweig nieder. Gemeinsam mit dem Architekten Otto Kratzsch (* 1866 in Apolda) gründete er 1897 das Architektenbüro Rasche & Kratzsch. Beide waren ab 1906 Mitglieder des 1903 gegründeten Bundes Deutscher Architekten (BDA). Rasche entwarf in über mehr als 20 Jahren zahlreiche Gebäude, vorwiegend in Braunschweig und Wolfenbüttel. Die Bauten entstanden häufig im Stil des Historismus. Jüngere Gebäude, wie das Lessingtheater in Wolfenbüttel oder die Villa Felmy in Braunschweig, greifen auch Elemente des Jugendstils auf. Zahlreiche Bauten Rasches sind erhalten.
Rasche war von 1911 bis 1925 Mitglied der Bürgerlichen Arbeitsgemeinschaft. Von 1911 bis 1918 sowie von 1920 bis 1925 war er Stadtverordneter in Braunschweig. Daneben war er vereidigter Sachverständiger für die Gerichte im Land Braunschweig.
Otto Rasche war seit dem 21. September 1887 mit Luise Karoline geb. Schacht verheiratet. Er wohnte zuletzt im Wohnhaus Kasernenstraße 31, das sich in seinem Besitz befand. Er starb im November 1933 im Alter von 74 Jahren in Braunschweig.

## Bauten (Auswahl)
- 1890–1891: Konzerthaus für den Gastwirt Ferdinand Bode in Braunschweig, Salzdahlumer Straße 107 (heute Böcklerstraße)
- 1891: Wohnhaus in Braunschweig, Kasernenstraße 34
- nach 1891: Wohn- und Bürogebäude in Braunschweig, Kasernenstraße 31/32
- 1892: Felten Restaurant in Braunschweig, Helmstedter Straße 10[2]
- 1896: Hotel Deutsches Haus in Braunschweig, Ruhfäutchenplatz
- 1898: Geschäftshaus in Braunschweig, Kohlmarkt 4
- 1901/1902: Beteiligung am Wiederaufbau des Huneborstelschen Hauses am Braunschweiger Burgplatz
- 1903–1904: Geschäftshaus Langerfeldt in Braunschweig, Papenstieg
- 1905: Bankgebäude in Braunschweig, Bruchtorwall 3 (1907–1910 Wohnsitz von Ricarda Huch)
- 1906–1907: Wohnhaus für Berta Löbbecke (sog. Villa Felmy) in Braunschweig, Fallersleber-Tor-Wall 16
- 1909: Lessingtheater in Wolfenbüttel
- 1910: Villa Welger in Wolfenbüttel, Am Herzogtore 11

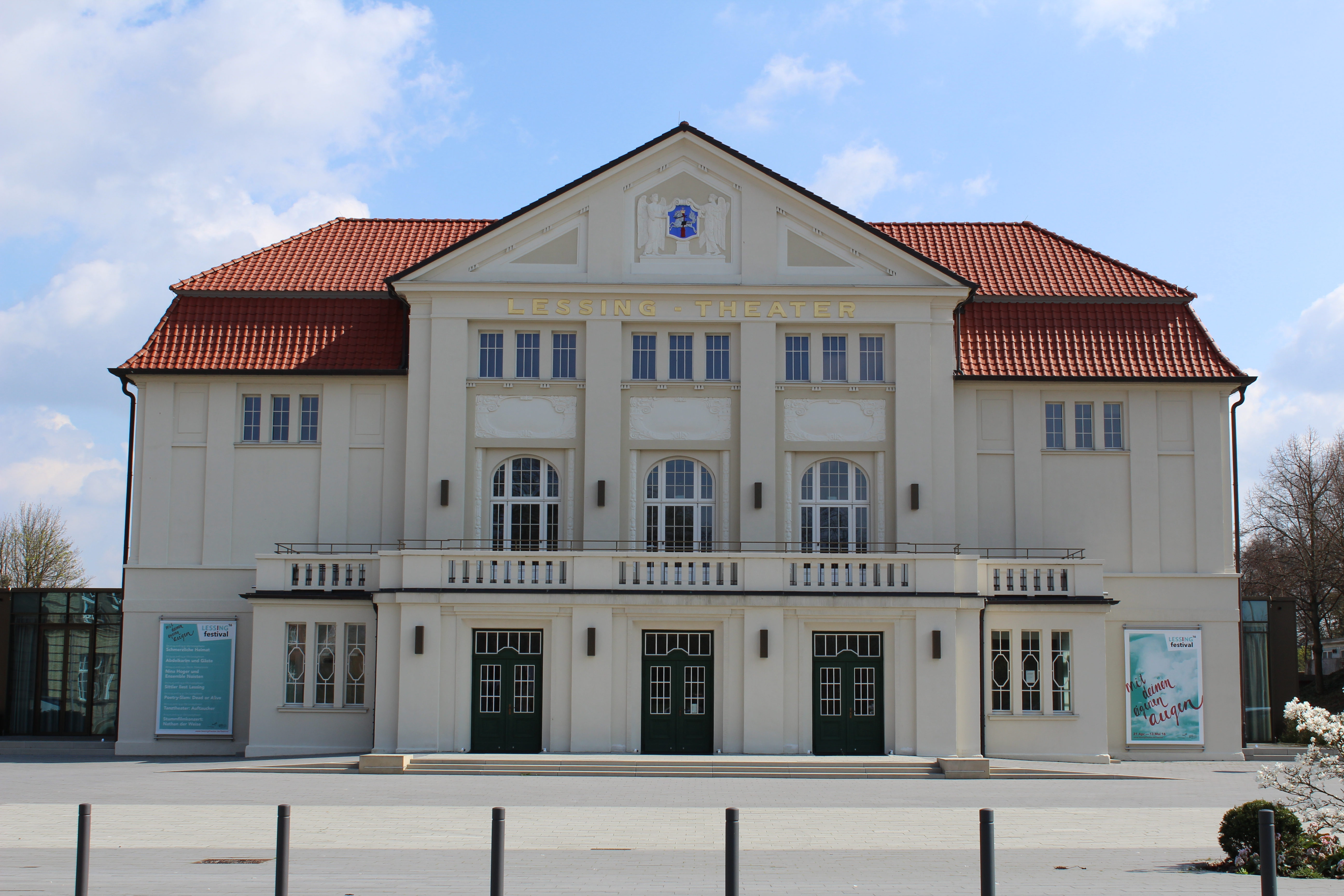
Lessingtheater in Wolfenbüttel
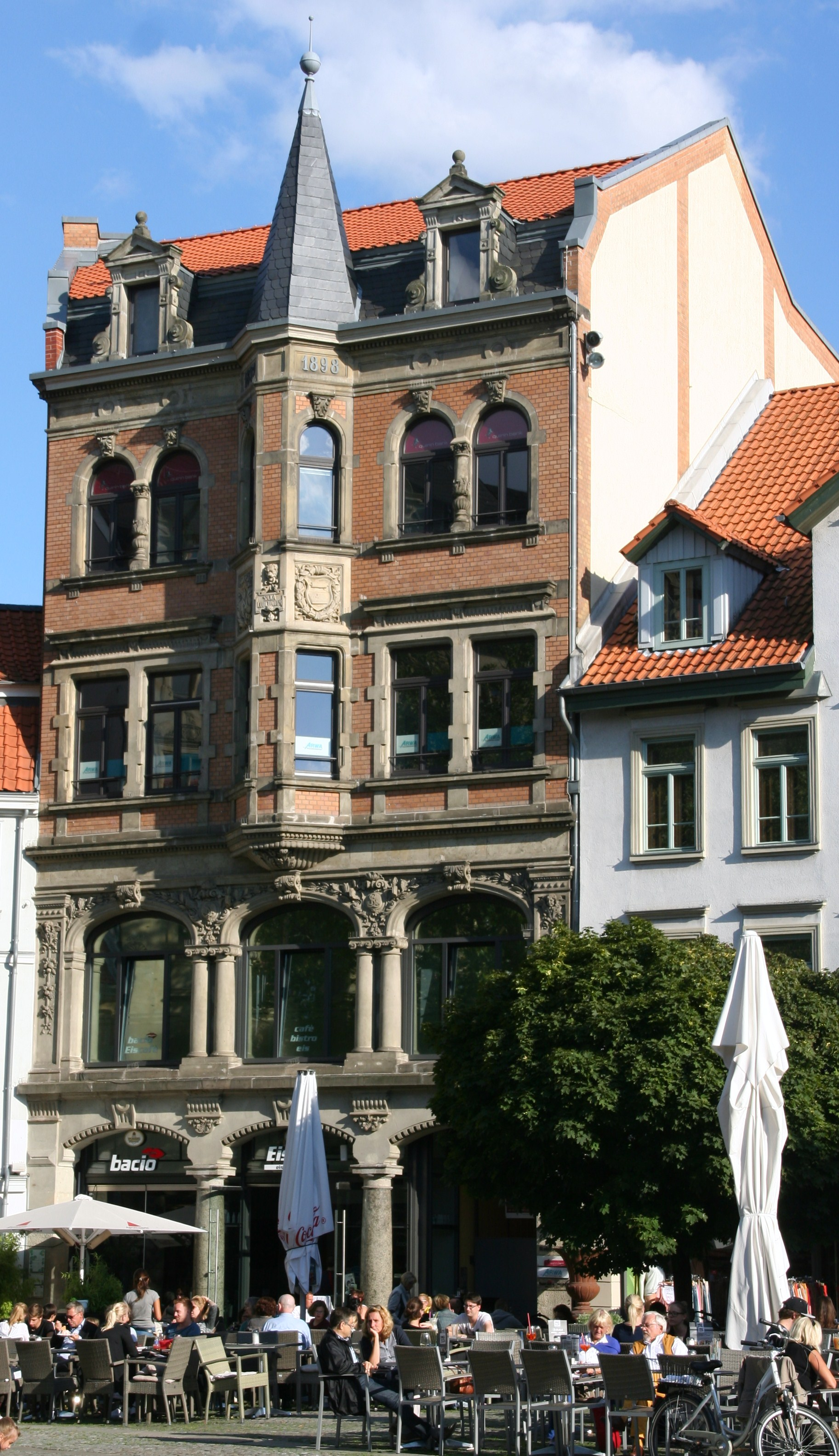
Geschäftshaus Kohlmarkt 4 in Braunschweig
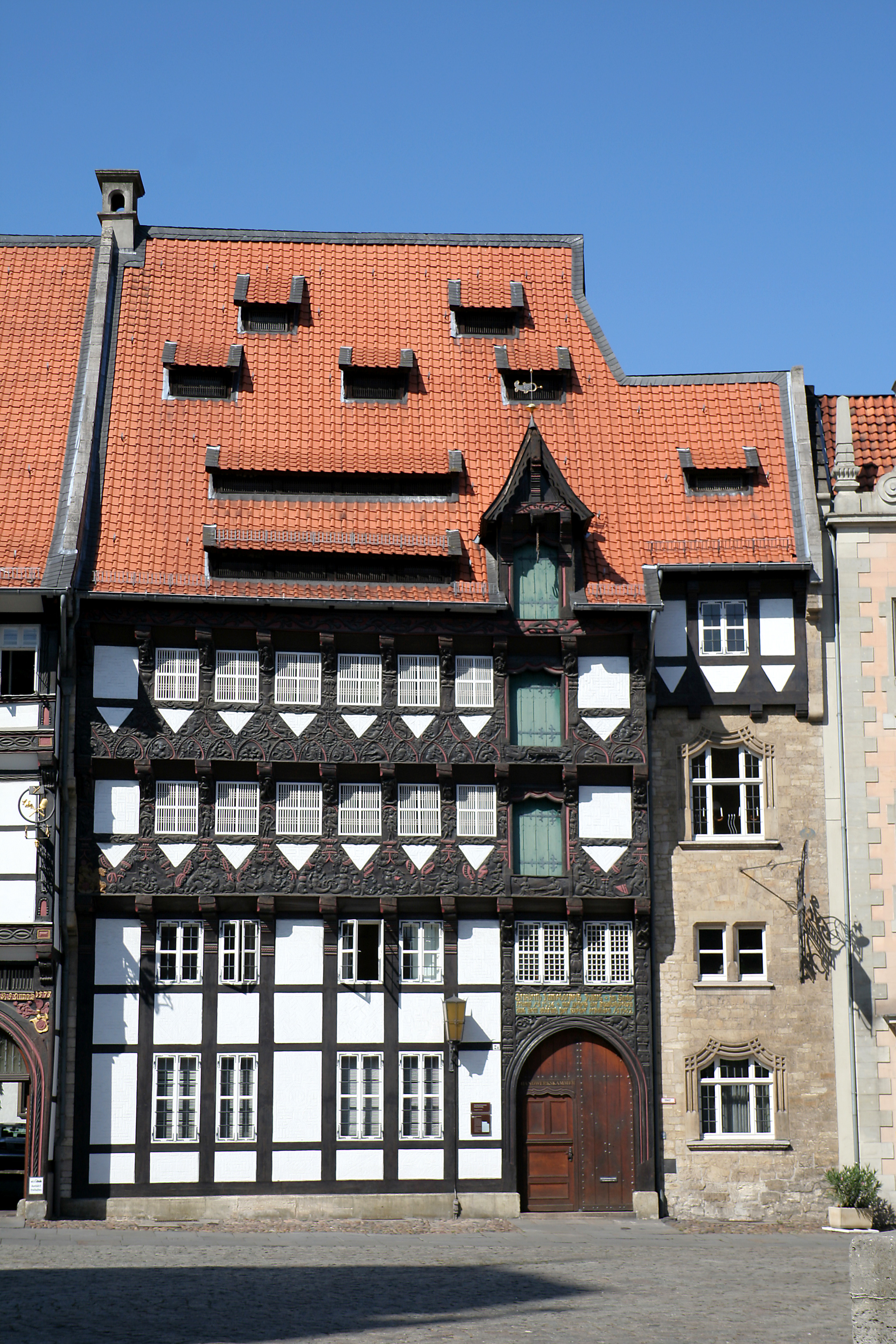
Huneborstelsches Haus in Braunschweig
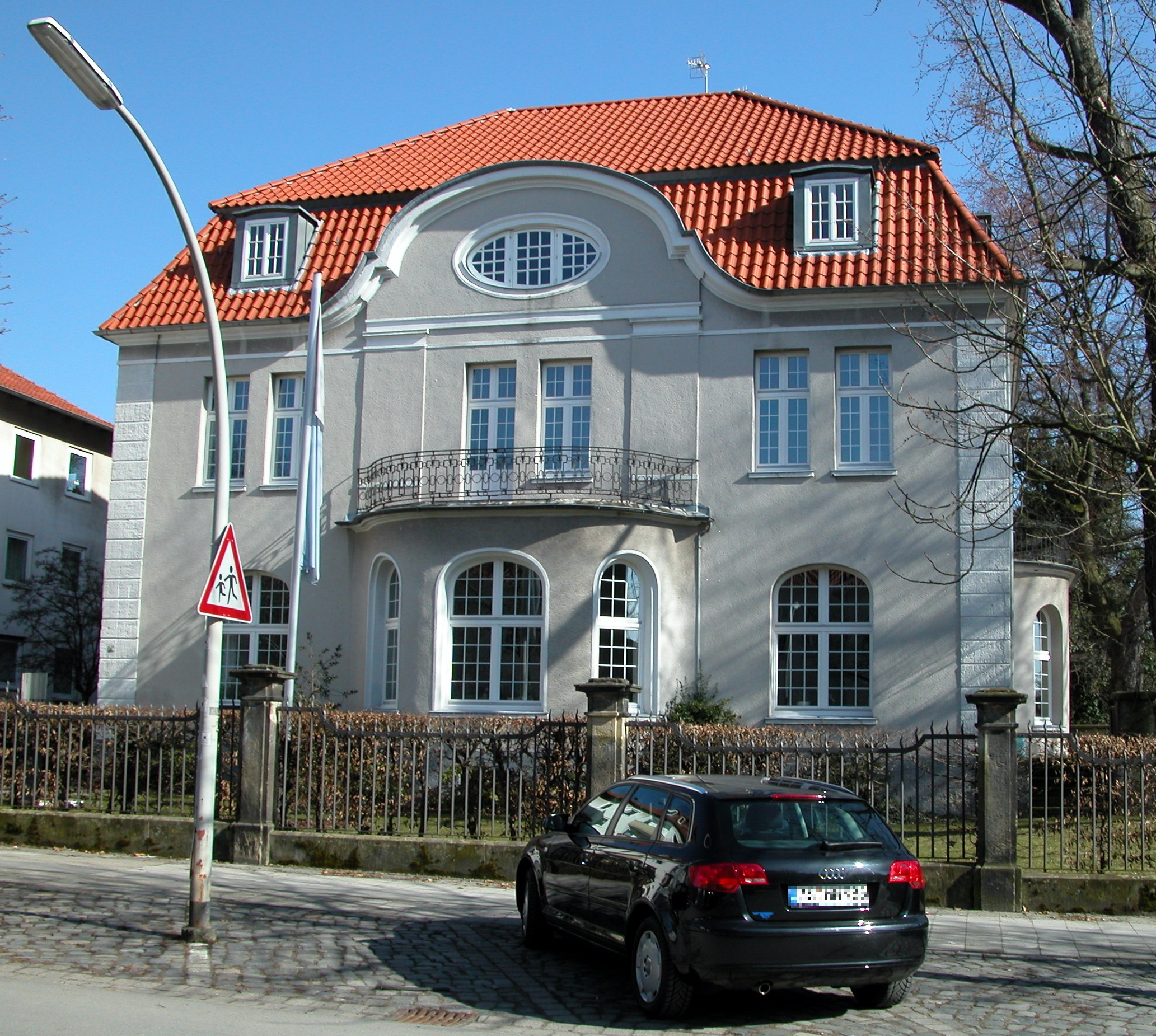
Villa Felmy in Braunschweig